# Луч (Саратовская область)
Луч — посёлок в Ртищевском районе Саратовской области. Входит в состав Октябрьского муниципального образования.

## История
В 1984 г. Указом Президиума ВС РСФСР поселок Газопровод переименован в Луч.

## География
Луч расположен в северо-западной части области, вблизи административной границы с Пензенской областью, в лесостепной зоне на востоке Окско-Донской возвышенности, в бассейне реки Хопёр и находится восточнее пруда, отделяющего от посёлка Таптулино.

## Население
| 2002 | 2010 |
| ---- | ---- |
| 350  | ↘300 |

## Инфраструктура
Компрессорная станция газопровода Саратов — Москва